# Meer van Bled
Het Meer van Bled (Sloveens Blejsko jezero) is een meer in de streek Gorenjska tussen de Karawanken en de Julische Alpen in het noordwesten van Slovenië bij de plaats Bled.
Het meer is 2120 m lang en 1380 m breed en heeft een maximale diepte van 30,6 m. Er zou een warme bron in het meer zijn, wat echter niet belet dat het 's winters dichtvriest.
In het meer ligt een eilandje met de Maria Hemelvaartskerk (Cerkev Marijinega vnebovzetja) uit de 9de eeuw met fresco's en een gouden altaar. 
Het meer van Bled is bekend bij roeiers. In 1966, 1979, 1989 en in 2011 werden de wereldkampioenschappen roeien hier gehouden en in 1956 en 2023 de Europese kampioenschappen. Op het meer mag men roeien en zeilen, maar niet zonder vergunning met gemotoriseerde boten varen. Een typisch verschijnsel is de boottochten per Pletna, een overdekte gondel.
Het meer ligt 35 kilometer van Ljubljana International Airport en 55 km van Ljubljana.

## Galerij

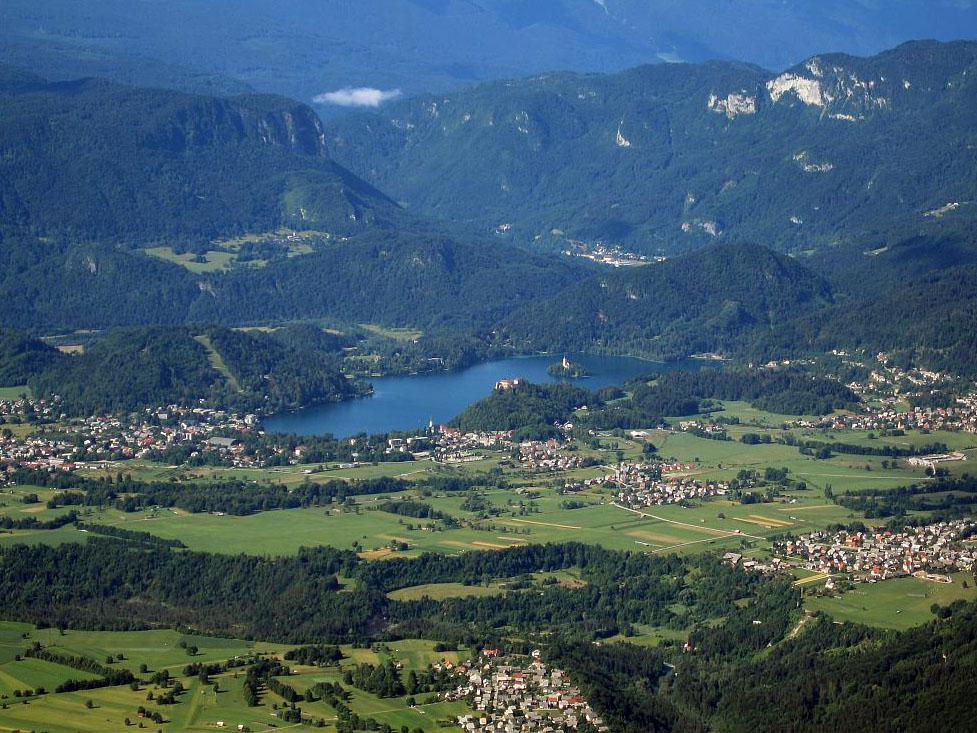
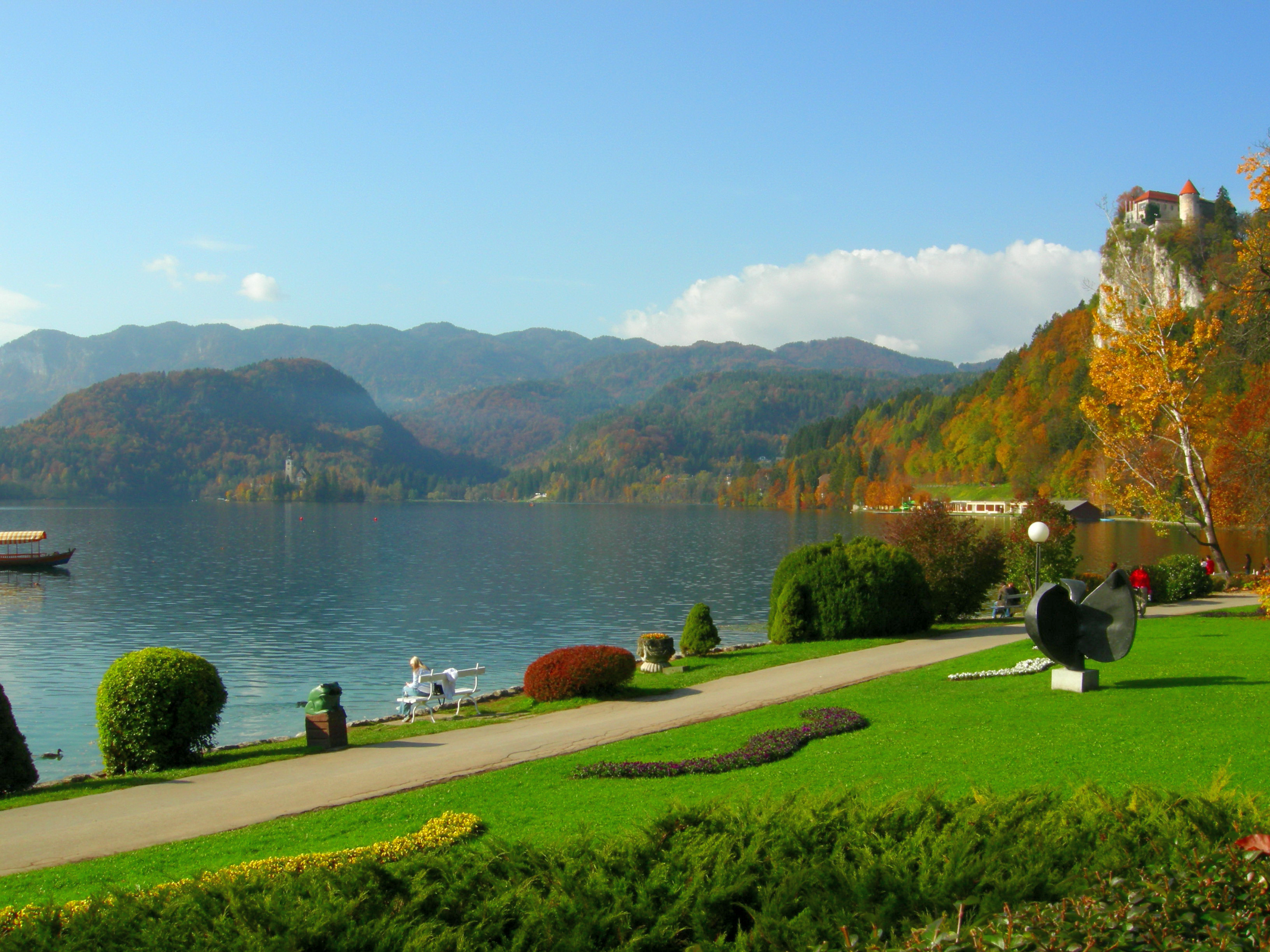
Meer met het kasteel
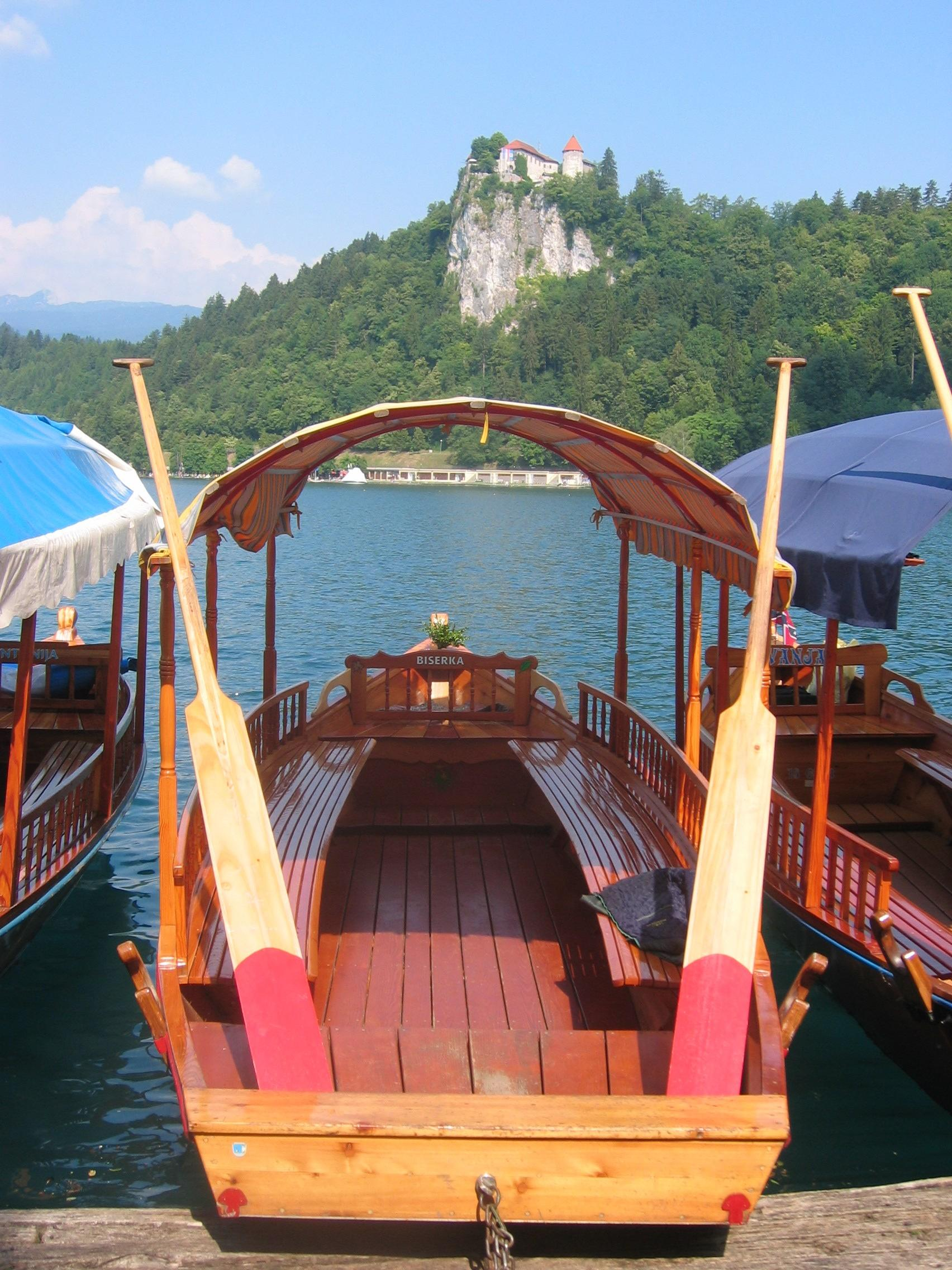
Pletna
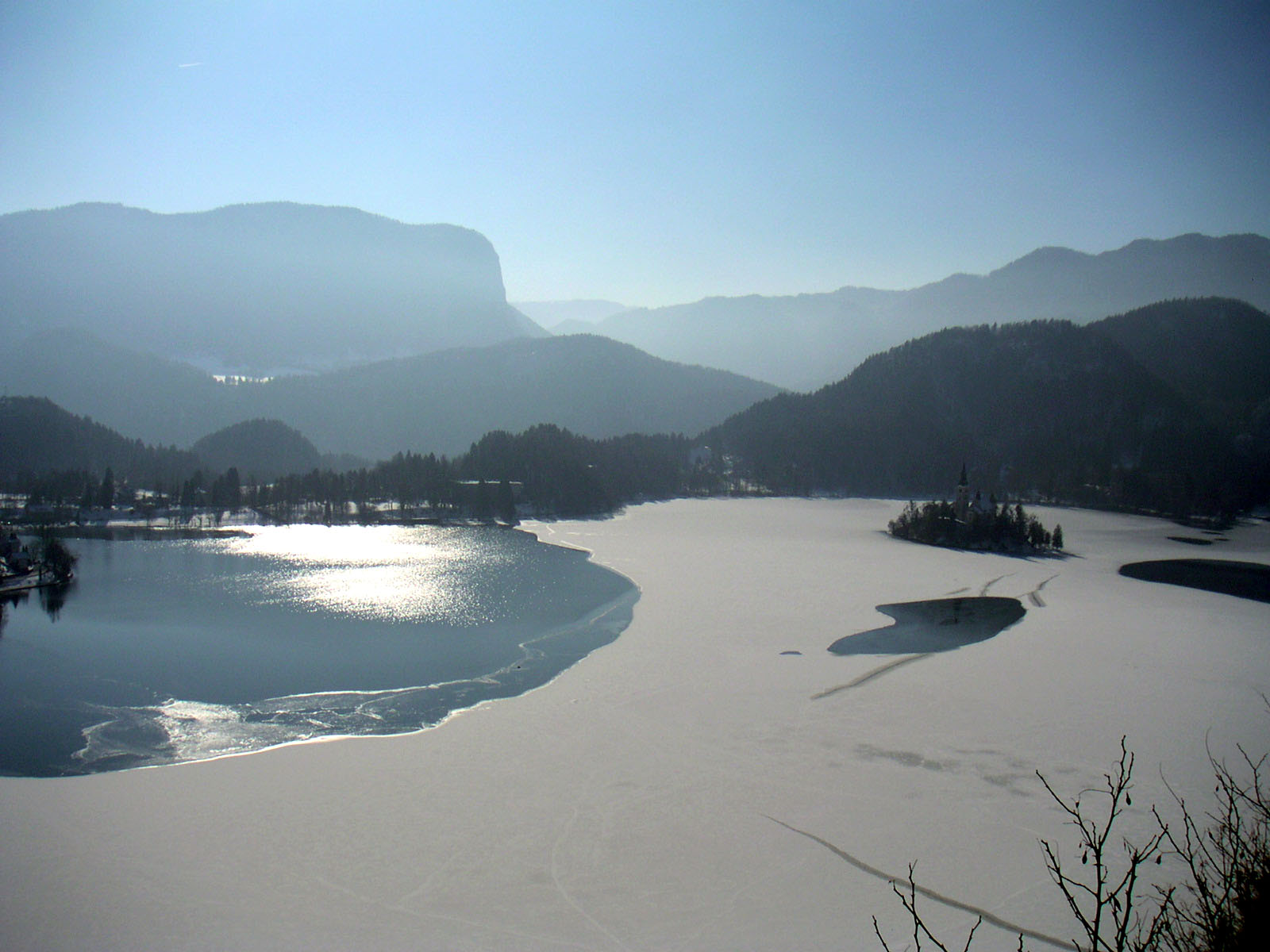
Bevroren meer